# Genuttryck

Översikt över de olika stegen i regleringen av genuttrycket.

Genuttryck är den process på flera olika steg genom vilken informationen i en gens DNA-sekvens överförs till cellens strukturer och funktioner. Genuttryck har i allmänhet proteiner som slutprodukt, men det finns även icke-kodande gener vars slutprodukter är själva RNA-molekylen (rRNA, tRNA).
Processen börjar med transkription av DNA till mRNA (budbärar-RNA). På detta följer post-transkriptionella modifieringar samt translation till protein, som sedan veckas, genomgår post-translationella modifieringar och transporteras till rätt del av cellen. Genuttryck är en reglerad process, som startas med hjälp av transkriptionsfaktorer.

## Mekanismer
Geners aktivitet kan styras på flera nivåer: (Se även bild)
1. Transkription, då RNA bildas från DNA.
2. mRNA processing, då RNA-transkript modifieras så att de blir aktiva, innefattar bland annat splitsning och polyadenylering.
3. Uttransport från cellkärnan till cytosolen via kärnporer, eftersom all translation sker antingen fritt i cytosolen eller på endoplasmatiska retiklets yta.
4. Nedbrytning av mRNA, exempelvis via RNA-interferens eller via endo- eller exonukleaser.
5. Translationsinitiering, det vill säga den takt som ribosomer binder till och börjar syntetisera peptider utifrån mRNA-transkriptet.
6. De färdiga proteinernas livslängd, samt dess aktivitet. Livslängden styrs bland annat av signalreglerad ubiquitinylering, medan aktiviteten kan styras av en mängd olika faktorer, såsom fosforylering, allosterisk reglering, hydroxylering, med mera.